# Luna Fokke
Luna Noa Fokke (Leidschendam, 9 de marzo de 2001) es una jugadora neerlandesa de hockey sobre césped.

## Trayectoria
Fokke tuvo su primera participación en los Juegos Olímpicos, en París 2024. En la final del torneo derrotó a China y obtuvo la medalla de oro.